# Protest Songs
Protest Songs è il quarto album del gruppo musicale britannico Prefab Sprout, pubblicato nel 1989 dall'etichetta Kitchenware.
Fu registrato nel 1985 come seguito di Steve McQueen, ma rifiutato in quella circostanza dalla casa discografica. L'unico singolo estratto, Life of Surprises, fu pubblicato 3 anni dopo per promuovere l'uscita della raccolta The Best of - A Life of Surprises.

## Tracce
Testi e musiche di Paddy McAloon.
1. The World Awake
2. Life of Surprises
3. Horse Chimes
4. Wicked Things
5. Dublin
6. Tiffanys
7. Diana
8. Talkin' Scarlet
9. Till the Cows Come Home
10. Pearly Gates